# 美国经济期刊
美国经济期邗（英語：American Journal of Economics）是同行评审期刊，采用经济分析业务，消费者行为，与公共政策的问题。“美国经济期邗”的重点是出版关注的金融和经济中理论和实证的论文。